# Бреоган
«Бреоган» — баскетбольный клуб из города Луго, Галисия, Испания.

## Титулы
- 3-кратный обладатель Кубка князь (2008, 2018, 2021)
- 14-кратный чемпион Галисия (1986, 1987, 1998, 2000, 2002, 2003, 2004, 2005, 2007, 2008, 2009, 2018, 2021, 2022)